# Турция (1864 – 1873)
„Турция“ (оригинално изписване „Турція“) с подзаглавие Вестник за българските интереси е български вестник, който е издаван в Цариград от 1864 до 1873 година. Редактор и издател е Никола Генович. Излиза всяка събота.